# Vier Gekroonde Martelaren

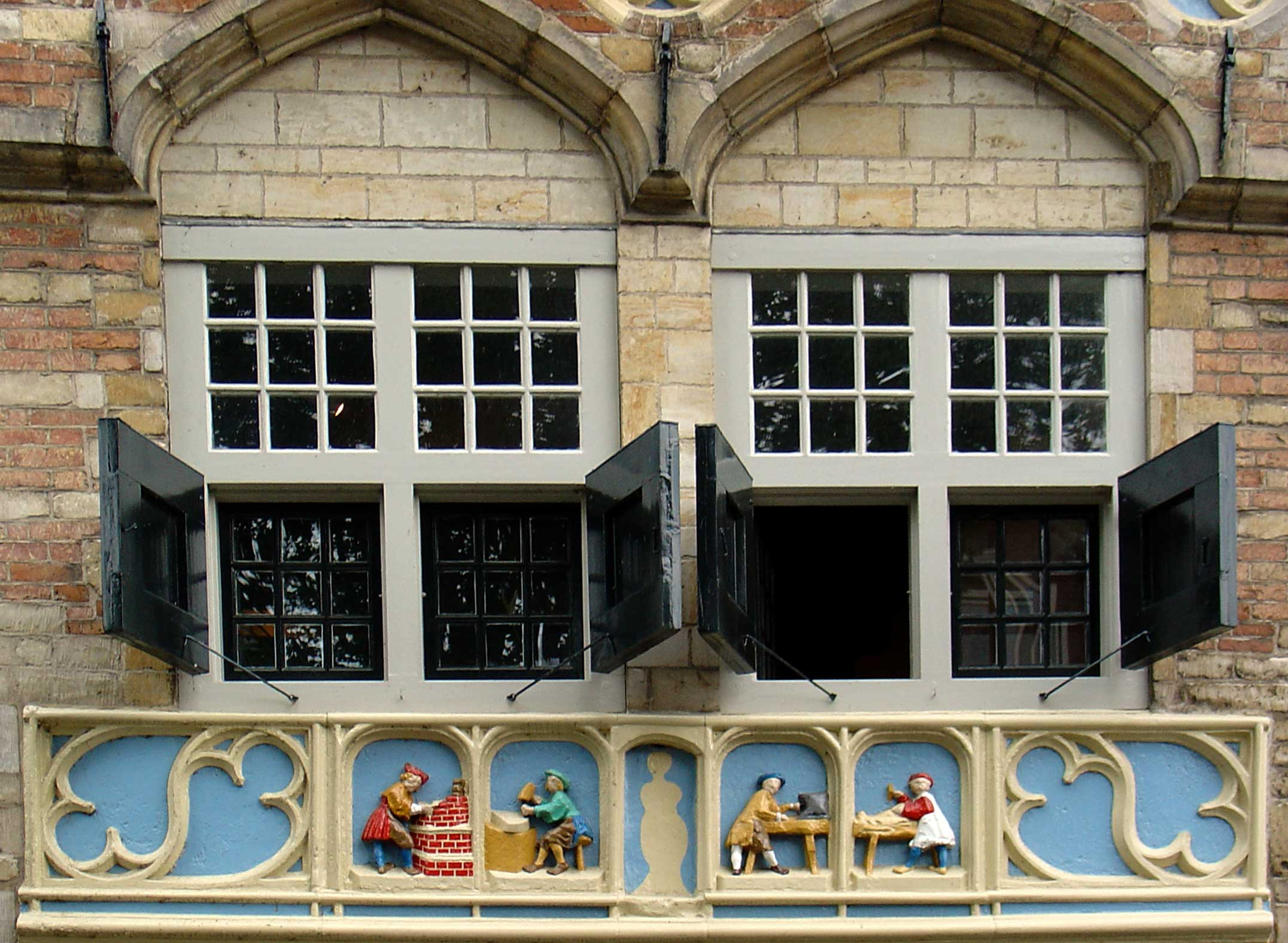
De Vier Gekroonde Martelaren op het fries van het laatgotische huis De vier gekroonden in Gouda

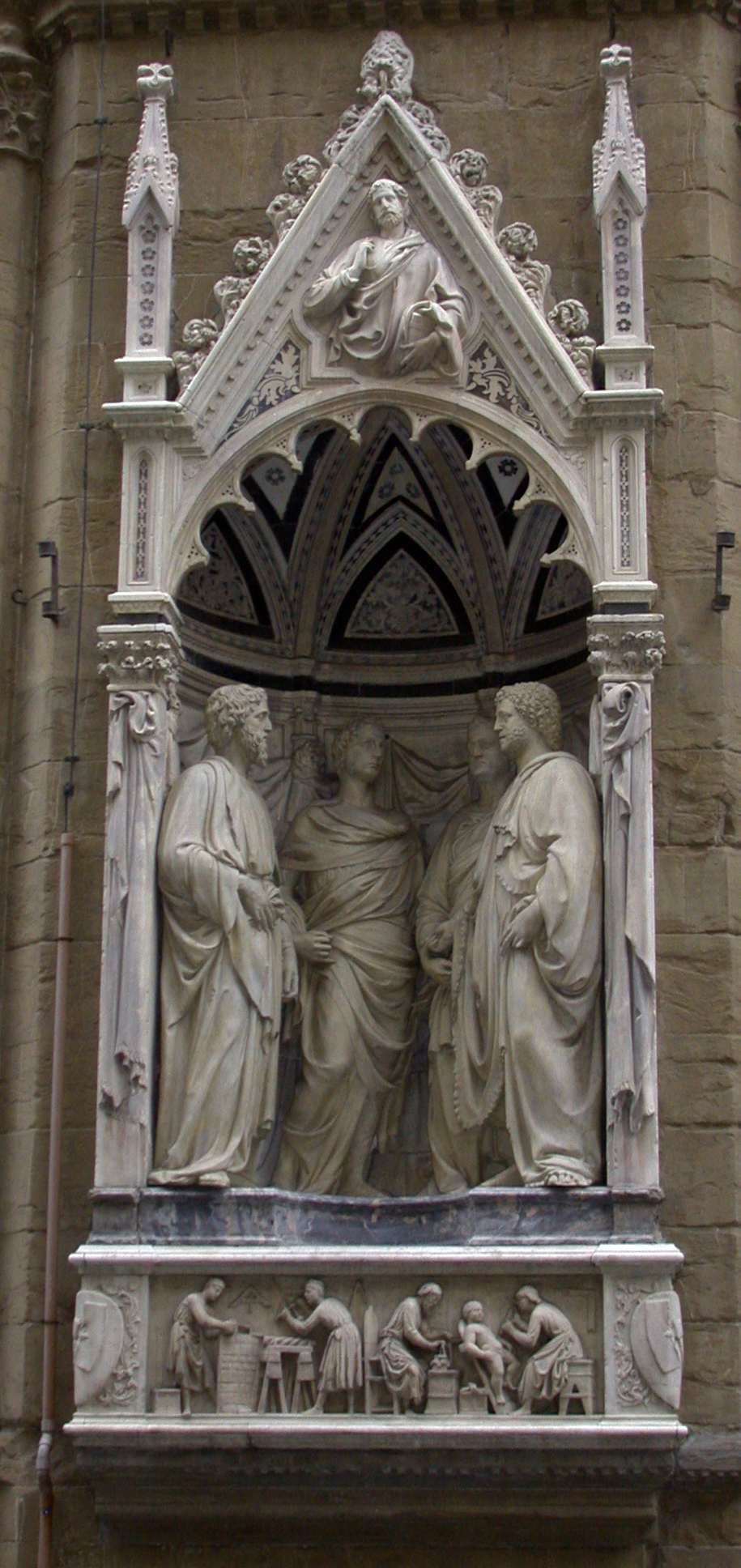
De Vier Gekroonden, aan de Orsanmichele in Florence

De Vier Gekroonde Martelaren is een groep van heiligen van de Katholieke Kerk die als groep wordt vereerd. In totaal zijn er acht, of zelfs negen heiligen die tot deze groep worden gerekend, verdeeld in twee groepen van vier.

## Pannonische steenhouwers
De eerste groep bestaat uit vier, of soms vijf, Pannonische steenhouwers die - volgens de legende - weigerden een beeld van Aesculapius uit steen te houwen omdat dit in strijd zou zijn met hun christelijk geloof. Zij zouden hierop in 305 op last keizer Diocletianus gemarteld zijn door middel van zweepslagen en doornenkronen en vervolgens in vaten met lood in de rivier Sava zijn gegooid. Na tweeënveertig dagen zouden hun lijken geborgen zijn door een zekere Nicomedes.
Deze martelaren heetten:
- Claudius van Pannonië
- Nicostratus
- Symforianus
- Castor

Soms wordt ook een zekere Simplicius tot de groep gerekend.

## Romeinse soldaten
De tweede groep bestaat uit vier Romeinse soldaten die volgens de legende weigerden om een beeld van Aesculapius te aanbidden en die vervolgens eveneens op last van Diocletianus werden doodgemarteld, met roeden waaraan loden balletjes bevestigd waren. Dit zou zijn geschied bij de Thermen van Trajanus.
Aangenomen wordt dat dit de oorspronkelijke Vier Gekroonden zijn geweest, ook omdat hun namen pas in de zevende eeuw bekend werden:
- Secundus van Albano
- Severianus
- Carpoforus
- Victorinus

## Verweving van beide legendes
Later zijn beide legenden steeds meer met elkaar verweven geraakt. Er zijn ook versies bekend van de legende, waarin de vier Romeinse soldaten weigeren om het doodvonnis aan de beeldhouwers te voltrekken, om vervolgens zelf ter dood gebracht te worden.
De Vier Gekroonden werden de patroonheiligen van de bouwvakkers en beeldhouwers. Hun feestdag is op 8 november. Hun lichamen zouden zijn bijgezet in de crypte van de Basiliek van de H. Gekroonde Martelaren in Rome.